# Liste des intercommunalités du Lot

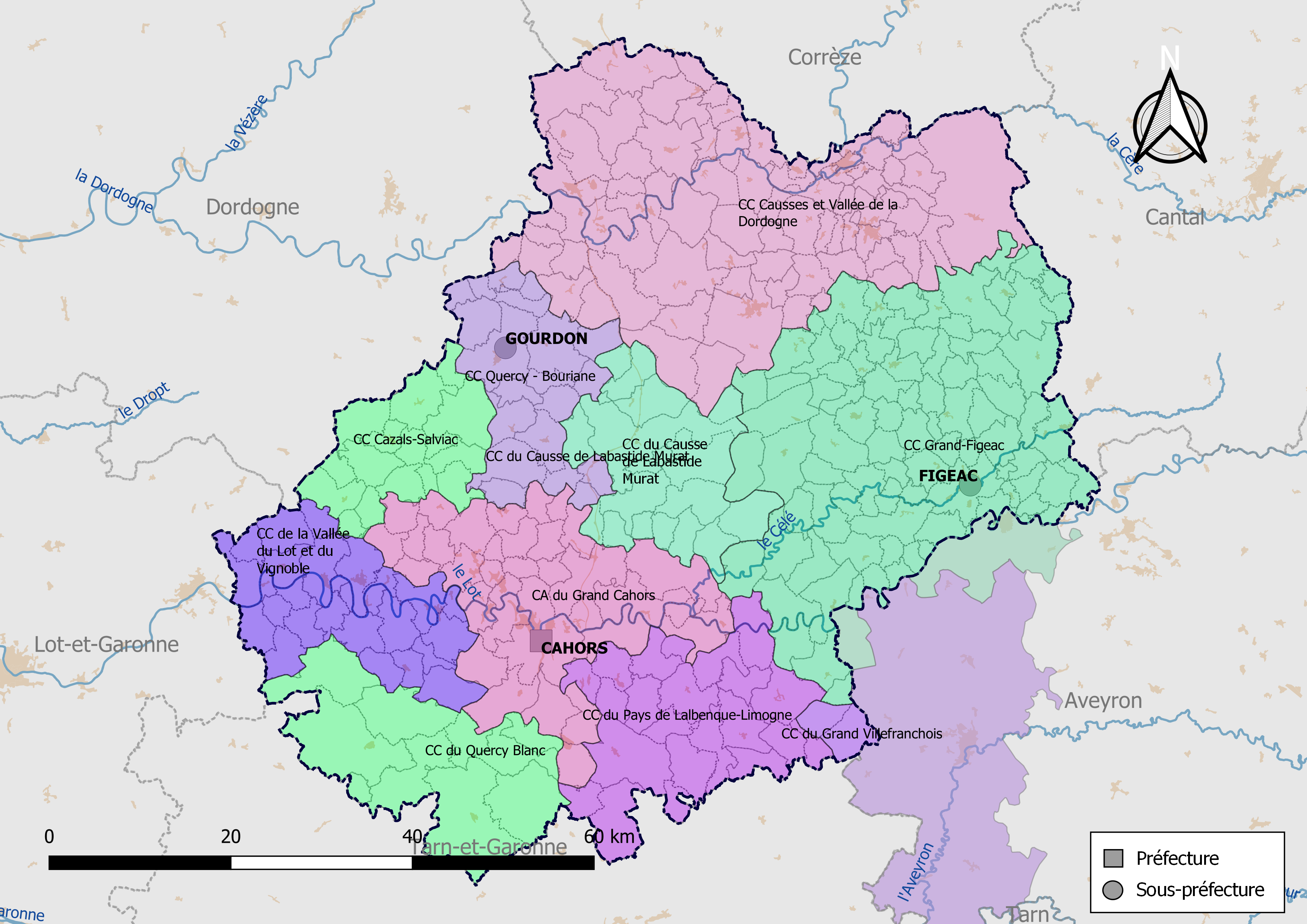
Carte des EPCI du Lot au 1er janvier 2019.

Cet article donne la liste des intercommunalités du Lot avec leurs caractéristiques et leur historique.

## Intercommunalités à fiscalité propre
Depuis le 1er janvier 2017, le département du Lot compte 9 établissements publics de coopération intercommunale à fiscalité propre dont le siège est dans le département (1 communauté d'agglomération et 8 communautés de communes), dont un qui est interdépartemental. Par ailleurs 2 communes sont groupées dans une intercommunalité dont le siège est situé hors département.
| Forme juridique                                           | Nom                                   | no SIREN  | Date de création | Nombre de communes      | Population (der. pop. légale) | Superficie (km2) | Densité (hab./km2) | Siège                               | Président           |
| --------------------------------------------------------- | ------------------------------------- | --------- | ---------------- | ----------------------- | ----------------------------- | ---------------- | ------------------ | ----------------------------------- | ------------------- |
| Communauté d'agglomération                                | CA du Grand Cahors                    | 200023737 | 31 décembre 2009 | 36                      | 42 202 (2021)                 | 593,20           | 71                 | Cahors                              | Jean-Luc Marx       |
| Communauté de communes                                    | CC Causses et Vallée de la Dordogne   | 200066371 | 1er janvier 2017 | 77                      | 45 107 (2021)                 | 1 292,70         | 35                 | Souillac                            | Jean-Claude Fouché  |
| Communauté de communes                                    | CC Grand-Figeac                       | 200067361 | 1er janvier 2017 | 92 (dont 86 dans le 46) | 43 818 (2021)                 | 1 282,70         | 34                 | Figeac                              | Vincent Labarthe    |
| Communauté de communes                                    | CC de la Vallée du Lot et du Vignoble | 244600433 | 31 décembre 1996 | 27                      | 14 466 (2021)                 | 370,40           | 39                 | Puy-l'Évêque                        | Serge Bladinieres   |
| Communauté de communes                                    | CC Quercy-Bouriane                    | 244600482 | 31 décembre 1996 | 20                      | 10 047 (2021)                 | 308,40           | 33                 | Gourdon                             | Jean-Marie Courtin  |
| Communauté de communes                                    | CC du Pays de Lalbenque-Limogne       | 244600532 | 30 décembre 1998 | 23                      | 8 743 (2021)                  | 444,80           | 20                 | Lalbenque                           | Jean-Claude Sauvier |
| Communauté de communes                                    | CC du Quercy Blanc                    | 200039519 | 1er janvier 2014 | 10                      | 7 724 (2021)                  | 415,90           | 19                 | Castelnau Montratier-Sainte Alauzie | Bernard Vignals     |
| Communauté de communes                                    | CC Cazals-Salviac                     | 200035327 | 31 décembre 2012 | 15                      | 5 384 (2021)                  | 249,60           | 22                 | Salviac                             | Mireille Figeac     |
| Communauté de communes                                    | CC du Causse de Labastide-Murat       | 244600573 | 21 décembre 2001 | 17                      | 3 918 (2021)                  | 335,40           | 12                 | Cœur de Causse                      | Thierry Cassan      |
| Intercommunalité dont le siège est situé hors département |                                       |           |                  |                         |                               |                  |                    |                                     |                     |
| Communauté de communes                                    | Ouest Aveyron Communauté              | 200069383 | 1er janvier 2017 | 29 (dont 2 dans le 46)  | 27 363 (2021)                 | 668,0            | 41                 | Villefranche-de-Rouergue (12)       | Michel Delpech      |

## Historique

### Évolutions au1erjanvier 2017
- Extension de la communauté de communes Causses et vallée de la Dordogne à la communauté de communes Cère et Dordogne et à la commune isolée de Sousceyrac-en-Quercy.
- Création de la communauté de communes Grand-Figeac - Haut-Ségala - Balaguier d'Olt par fusion de la communauté de communes du Grand Figeac et de la communauté de communes du Haut-Ségala, étendue à Balaguier-d'Olt (issue de la communauté de communes Villeneuvois, Diège et Lot).

### EPCI dissous
- Communauté de communes de Catus

Carte des intercommunalités du Lot en 2015

- Communauté de communes du Pays de Cahors
- Communauté de communes du Pays de Salviac
- Communauté de communes Sud Bouriane
- Communauté de communes du Canton de Montcuq
- Communauté de communes de Castelnau-Montratier
- Communauté de communes Lot-Célé
- Communauté de communes Figeac-Communauté
- Communauté de communes Causse Ségala-Limargue
- Communauté de communes de la Vallée et du Causse
- Communauté de communes du Pays de Sousceyrac
- Communauté de communes du Pays du Haut-Quercy Dordogne[11]
- Communauté de communes du Pays de Martel[11]
- Communauté de communes du Pays de Souillac Rocamadour[11]
- Communauté de communes du Pays de Gramat[11]
- Communauté de communes du Pays de Padirac[11]
- Communauté de communes du Pays de Saint-Céré[11]